# Sandefjord
Sandefjord è un comune norvegese e una città della contea di Vestfold in Norvegia circa 120 km a sud di Oslo. Ha ricevuto lo status di città nel 1845.
Il comune si affaccia sulla parte occidentale del fiordo di Oslo per uno sviluppo costiero complessivo di circa 160 km, nel territorio comunale sono incluse 124 isole. Confina ad ovest con il comune di Larvik, a nord con quello di Tønsberg e a est con il comune di Færder. Gli attuali confini del comune risalgono al 2017 quando sono stati incorporati i comuni di Andebu e Stokke.
Il centro abitato di Sandefjord si estende sui due lati del fiordo di Sandefjord. Nel 2019 la cittadina aveva 44 368 abitanti. Altri centri abitati del comune sono Stokke, Andebu, Melsomvik, Kodal, Fossnes e Høyjord, una ridotta percentuale della popolazione vive in aree rurali.

## Geografia fisica
La parte settentrionale del comune è collinare, il punto più elevato è il monte Brånafjell (399 m s.l.m.) situato nel villaggio di Høyjord.
Nel territorio del comune vi sono 16 aree protette che tutelano foreste costiere, torbiere o aree umide.
Curiosamente il comune ha una piccola exclave, la località di Himberg è infatti circondata interamente dal territorio del comune di Larvik

## Storia
I più antichi reperti rinvenuti nel comune risalgono al neolitico, principalmente manufatti in selce o pietra locale. Numerose sono le testimonianze della presenza vichinga, tra le tracce più importanti è il sito di tombe reali Gokstadhaugen nei pressi della città. Nel 1880 venne ritrovata la nave vichinga di Gokstad, attualmente conservata al Museo delle navi vichinghe di Oslo. 
Dell'epoca medievale rimangono quattro chiese, una Stavkirke a Høyjord e tre in muratura: quelle di Skjee e Andebu, entrambe risalenti al XII secolo e la più recente chiesa di Kodal.
Dalla metà del XIX secolo nei cantieri navali di Sandefjord vennero costruite numerose navi per la caccia alla balena e nel 1905 da qui partì una spedizione baleniera verso l'Antartide. Dal 1950 in poi l'industria baleniera venne gradualmente ridotta. La storia della caccia alle balene viene ripercorsa all'interno di un museo, l'unico del genere in Europa. Sandefjord è stata nel passato anche un'importante meta turistica per via dei suoi bagni termali. 
Oggi l'industria cittadina si basa ancora sui cantieri navali ma anche sull'industria chimica legata al petrolio e industrie alimentari.

### Simboli
Con l'incorporazione dei comuni di Andebu e Stokke, il 1º gennaio 2017 Sandefjord ha adottato un nuovo stemma:
La figura nello stemma riproduce un particolare del monumento locale dedicato alla caccia alle balene, che è stata l'attività più importante per tutti e tre gli ex comuni di Sandefjord, Andebu e Stokke.

Stemma di Sandefjord dal 2017
Stemma di Sandefjord dal 1914 al 2016

Prima del 2017 Sandefjord utilizzava uno stemma concesso il 9 maggio 1914. Vi era raffigurata la nave vichinga di Gokstad, che fu ritrovata vicino a Sandefjord nel 1880. Una balena al di sopra della nave ricordava che tra la fine del XIX e l'inizio del XX secolo la città era uno dei principali porti per le baleniere che cacciavano nell'oceano.

## Monumenti e luoghi d'interesse

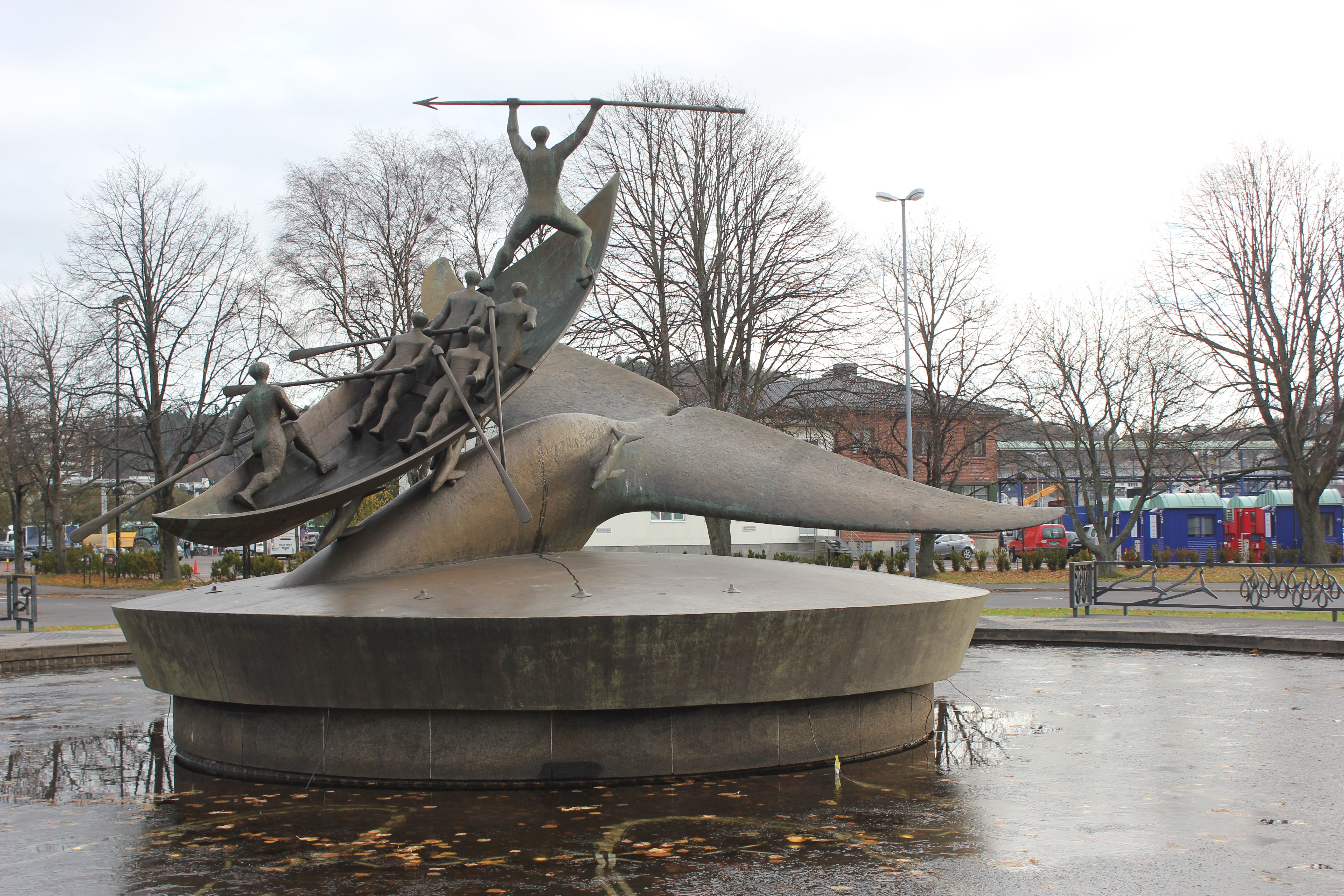
Monumento alla caccia alla balena

- Monumento alla caccia alla balena (Hvalfangstmonumentet), opera dello scultore Knut Steen (1924–2011), si trova nel porto interno ed è stato inaugurato nel 1961. La struttura, di forma circolare, presenta al centro un gruppo scultoreo in bronzo del peso di 26 tonnellate che raffigura un'imbarcazione da pesca sollevata dalla coda di una balena, con quattro marinai ai remi e un baleniere pronto a lanciare un arpione. Il monumento ruota attorno al proprio asse una volta all'ora.[5]